# رأس عصفور
 رأس عصفور (بالإنجليزية: RAS ASFOUR)‏ هي جماعة قروية تابعة لإقليم جرادة ضمن الجهة الشرقية بالمغرب. بلغ مجموع عدد سكان  رأس عصفور حسب إحصاءات 2004 حوالي 1694 نسمة من بينهم 15 أجنبي يعيشون في 273 أسرة.

## إحصاء عام
| السنة | عدد السكان | عدد الأسر | عدد الأجانب |
| ----- | ---------- | --------- | ----------- |
| 1994  | 1446       | 226       | °°°°        |
| 2004  | 1694       | 273       | 15          |

## دواوير الجماعة
- دوار أولاد عمر
- دوار أولاد العقباني
- دوار أولاد بلقاسم
- دوار أولاد سعيد
- دوار أولاد موسى بن أحمد